# 건담 시작 4호기
건담 시제 4호기(GUNDAM GP04)는 OVA 《기동전사 건담 0083 스타더스트 메모리》에 설정 상으로만 존재하는 가공의 병기이다. 지구 연방군에게 돌격・강습・백병전용이라는 컨셉을 바탕으로 설계된 모빌 슈트이다. 코드 네임은 건담 거베라(GUNDAM GERBERA)이다. (형식번호: RX-78GP04G)
본래 존재 자체가 당초부터 설정되어 있지 않았으며, 공식적인 일러스트 또한 존재하지 않는 기체였다. 하비 매거진이 발행하는 잡지 《하비 재팬》 별책 《건담 웨폰즈3》에서 미카 아키타카에 의해 디자인되었으며, 그 일러스트를 바탕으로 「만약 시제 4호기가 완성되었더라면」이라는 IF설정에 기반해 제작된 프라모델 작례가 인기를 모아 개라지 키트화가 진행되었고, 2004년에 공식 설정이 되었다.
코드 네임「거베라」는 동명의 국화과 식물에서 따온 것이다. 꽃말은「신비」「숭고미」등이다.

## 기체 해설
실제로는 건담 시제 1호기 제피란더스와 컨셉이 중복되는 부분이 있었기 때문에「건담개발계획」에서 제외되어 결국 만들어지지 않았다. 그러나 아나하임 일레트로닉스는 독자적으로 거베라를 바탕으로 거베라 테트라(형식번호: AGX-04)를 개발해 뒷거래를 통해 시마 함대에 양도했다. 이 거베라 테트라가 건담의 형상을 하고 있지 않은 것은「건담개발계획」에서 제외되었기 때문이지만, 구 지오닉사 기술자들이 다수 개발에 참가했기 때문 혹은 시마 함대와의 뒷거래 사실을 숨기기 위해 위장을 했기 때문이라는 설도 존재한다.
룽가 해(Lunga Sea) 포격전에서 사용된 고출력 빔 라이플은 거베라용으로 설계되었다고 전해진다(단, FCS(화기관제 시스템)가 근본적으로 다르기 때문에 다른 GP시리즈에서의 사용을 전제로 한 물건이라고 보기는 어렵다).

## 극중에서의 활약
OVA 본편에는 등장하지 않지만 3D CG 아니메『건담 에볼브4』에서는 GP시리즈의 데이터 중에 본기의 화상이 등장한다.
- 건담 시리즈에 등장하는 병기 일람표